# 阿野実直
阿野 実直（あの さねなお）は、鎌倉時代前期の公家。

## 略歴
父の公佐は藤原成親の子で閑院流藤原実国の養子となった人物で、母は源頼朝の異母弟・阿野全成と北条時政の娘・阿波局の間に生まれた娘である。承久の乱も明けた承久3年（1221年）12月に後白河院の女御だった三条琮子の推挙によって13歳で叙爵、侍従に任じられる。嘉禄2年（1226年）右近衛権少将。寛喜2年（1230年）には従四位下に進み、嘉禎3年（1237年）右近衛中将となる。また尾張、出羽、備中、常陸の介を歴任した。建長元年（1249年）従三位となり公卿に列する。建長3年（1251年）侍従に再任したが、その年に薨去した。子で公卿に昇ったのは長男の公寛のみだが、堂上家として家系を伝えたのは次男の公仲の系統である。

## 官歴
※出典のない項目はいずれも『公卿補任』建長元年条による。
- 承久3年（1221年）12月22日：従五位下、12月26日：侍従
- 貞応3年（1224年）1月23日：従五位上
- 嘉禄2年（1226年）12月16日：右近衛権少将[7]
- 嘉禄3年（1227年）1月26日：兼尾張介
- 安貞2年（1228年）4月13日：正五位下
- 寛喜2年（1230年）1月5日：従四位下
- 貞永元年（1232年）1月30日：兼出羽介、8月10日：復任
- 文暦2年（1235年）1月23日：従四位上
- 嘉禎3年（1237年）1月29日：正四位下、4月25日：右近衛中将
- 仁治2年（1241年）2月1日：兼備中権介
- 宝治元年（1247年）1月23日：兼常陸権介
- 建長元年（1249年）11月10日：従三位
- 建長3年（1251年）1月22日：侍従、9月10日：薨

## 系譜
- 父：阿野公佐
- 母：阿野全成の娘
- 妻：不詳
  - 男子：阿野公寛
  - 男子：阿野公仲
  - 男子：阿野公秀
  - 男子：阿野実澄
  - 男子：阿野公員
  - 男子：阿野公澄
  - 女子：持明院基盛室